# Залялов, Абдуллазян Абдулкадырович
Абдуллазян Абдулкадырович Залялов (тат. Габдуллаҗан Габделкадыйр улы Җәләлов; род. 17 января 1933, Верхний Каракитан, Дрожжановский район, Татарская АССР, РСФСР, СССР) — советский и российский биолог, физиолог растений. Доктор биологических наук (1988), профессор (1998). Заслуженный деятель науки Республики Татарстан (1998). Лауреат Государственной премии Республики Татарстан в области науки и техники (2010).

## Биография
Абдуллазян Абдулкадырович Залялов родился 17 января 1933 года в селе Верхний Каракитан Дрожжановского района Татарской АССР. Отец — Абдулкадыр (1908—1987), шахтёр; мать — Хаерлибанат (1913—1991), домохозяйка.
В 1957 году окончил Мичуринский плодоовощной институт в Мичуринске, а в 1963 году — аспирантуру Казанского государственного педагогического института в Казани. В 1963—1969 годах работал младшим научным сотрудником в Институте биологии Казанского филиала Академии наук СССР, а в 1969—1985 годах был доцентом Казанского ветеринарного института. После перерыва, в 1985 году вернулся на работу в Институт биологии, где занял пост заведующего лабораторией водного режима растений. В 1988 году получил учёную степень доктора медицинских наук. В 1999 году перешёл в Институт экологии и природных систем Академии наук Республики Татарстан на должность главного научного сотрудника, получив также учёное звание профессора. В 2001 году номинировался в члены-корреспонденты АН РТ, но неудачно. Является членом Общества физиологов растений России и Общества ботаников.
Специализируется на физиологии растений. Является авторов более сотни публикаций, монографий, трудов по исследованию механизма регуляции водного обмена растений. Как учёный выявил определяющую роль проводимости барьеров в регуляции водного баланса и засухоустойчивости растений. Открыл и описал механизм регуляции внеустьичной транспирации, установил физиологический процесс рециркуляции калия в растении, раскрыл его роль в обеспечении транспортировки воды по растению. Результаты исследований Залялова легли в основу учения о водообмене растений, став теоретической базой для технологий оптимизации водного режима сельскохозяйственных культур. Кроме того, он является автором водно-энергетической концепции освоения растениями суши. Как руководитель научно-редакционной коллегии по биологии при Татарской энциклопедии участвовал в подготовке ряда энциклопедических трудов.
Участник татарского национального движения, активист Всетатарского общественного центра, один из старейших членов организации. Считая, что борьба татарского народа за свои права должна вестись по научным принципам, активно высказывается по проблем национального образования, вопросами сохранения и развития родного языка и культуры, отмечает, что нормы конституции России, действия федерального центра и давление вертикали власти мешают развитию татар, их стремлению к свободе и демократии. Выступал за придание дню памяти о событиях 1552 года статуса официального памятного дня в Татарстане, участвовал в соответствующих мемориальных мероприятиях, несмотря на то, что их проведение регулярно запрещалось татарстанским руководством. В 2021 году на дне памяти в Казани Залялов по-русски зачитал обращение, в котором раскритиковал недавно принятые поправки к конституции о русском языке как языке «государствообразующего народа», расценив это как признак того, что «основы колониализма оказались глубокими и всеобъемлющими», несмотря на долголетнюю борьбу за федерализм. Отметив, что «законодательные органы национальных республик должны на законных основаниях бороться за федерацию», а Государственный Совет Республики Татарстан является законодательным органом «государства, созданного татарским народом по праву на самоопределение», Залялов призвал Госсовет принять закон, в котором «следует объявить татарский народ народом, образовавшим Республику Татарстан, указав, что татарский язык является языком государствообразующего народа».
Через несколько дней после митинга по решению прокурора Республики Татарстан И. С. Нафикова была приостановлена деятельность ВТОЦ, а по факту обращения возбуждено административное дело по статье 20.3.1 Кодекса об административных правонарушениях РФ («возбуждение ненависти либо вражды, а равно унижение человеческого достоинства»). Основанием для этого послужила заказанная прокуратурой лингвистическая экспертиза, установившая в тексте Залялова «авторское намерение разжечь вражду», «возможное наличие враждебного контекста» по отношению к русским, а также противопоставление русских и татар как «государствообразующего» и «колонизированного народа». При этом дело было заведено на ВТОЦ как на юридическое лицо, а не на Залялова, который хоть и является членом президиума ВТОЦ с совещательным голосом, но выступал на митинге как частное лицо, взяв всю «вину» за сказанное на себя, будучи гражданином с «болезненно развитым чувством гражданственности». На суд же Залялов был вызван в качестве свидетеля, а на заседании, как отмечалось в прессе, «по-русски говорил четче, громче и литературнее, чем едва ли не все остальные участники процесса». В итоге, Вахитовский районный суд Казани оштрафовал ВТОЦ на 250 тысяч рублей, сам Залялов за своё выступление получил штраф в размере 5 тысяч, а это дело как доказательство продолжения «пропаганды идей независимости» Татарстана и «отношения к русским как к захватчикам» стало основой для ликвидации организации по решению Верховного суда Республики Татарстан.

## Награды

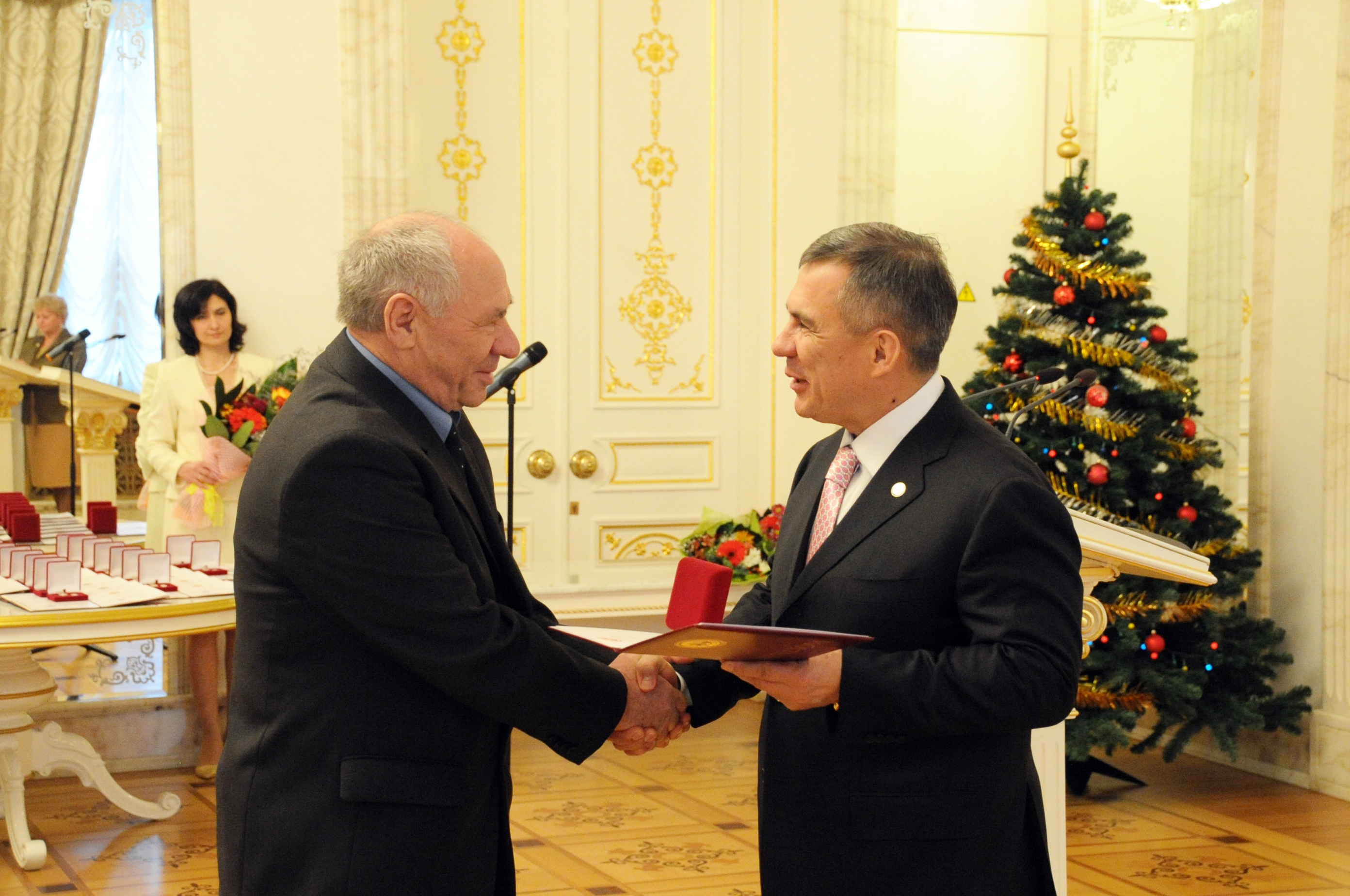
На вручении государственной премии с президентом Республики Татарстан Р. Н. Миннихановым, 2010 год

- Медаль «В память 1000-летия Казани», «Ветеран труда»[3].
- Почётное звание «Заслуженный деятель науки Республики Татарстан[тат.]» (1998 год)[1].
- Государственная премия Республики Татарстан в области науки и техники (2010 год) — за работу «Механизм сопряжения процесса циркуляции калия в растениях и поглощения воды корнем как основа приема повышения устойчивости сельскохозяйственных культур к засухе»[22].
- Премия имени В. А. Попова (2007 год) — за серию статей «Вклад химического потенциала воды в среде в энергетический баланс надземных сосудистых растений»[23].

## Личная жизнь
Жена — Гульфания Латыповна (р. 1936), физик, учитель. Двое детей — Наиля (р. 1959), главный архитектор Казанского университета; Зулейха (р. 1966), невропатолог, доктор медицинских наук.